# 埃利奧·維托里尼
埃利奧·維托里尼（義大利語：Elio Vittorini，1908年7月23日—1966年2月12日）是義大利作家和小說家。與切薩雷·帕韋斯同時代，對現代主義小說產生了巨大影響。他最知名的作品是反法西斯小說《Conversations in Sicily》，因其內容，他在1941年被判入獄。該小說於1949年在美國出版。他曾與卡爾維諾共同編輯左翼文學雜誌《Il Menabò》。
維托里尼於1966年在米蘭去世。他是一個無神論者。